# Dobra (Bad Liebenwerda)
Dobra ist ein Ortsteil der Stadt Bad Liebenwerda im Landkreis Elbe-Elster in Brandenburg und liegt drei Kilometer östlich der Stadt im Naturpark Niederlausitzer Heidelandschaft.
Dobra gehörte bis zur Eingemeindung im Jahr 1992 zum Landkreis Bad Liebenwerda und besitzt derzeit 353 Einwohner.

## Geschichte

Dobra auf einer geschichtlichen Karte des Kreises Liebenwerda (1910).

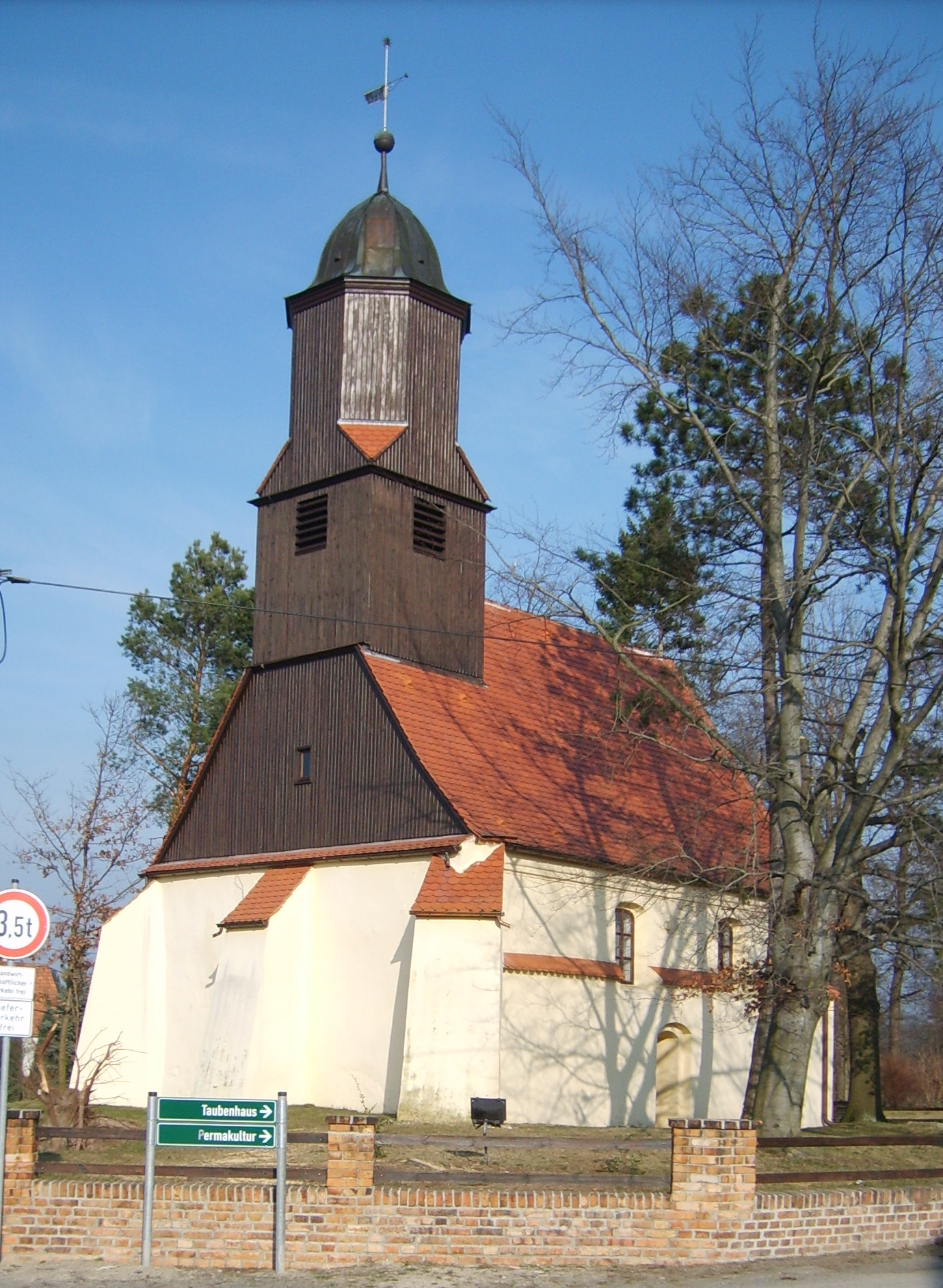
Dorfkirche Dobra

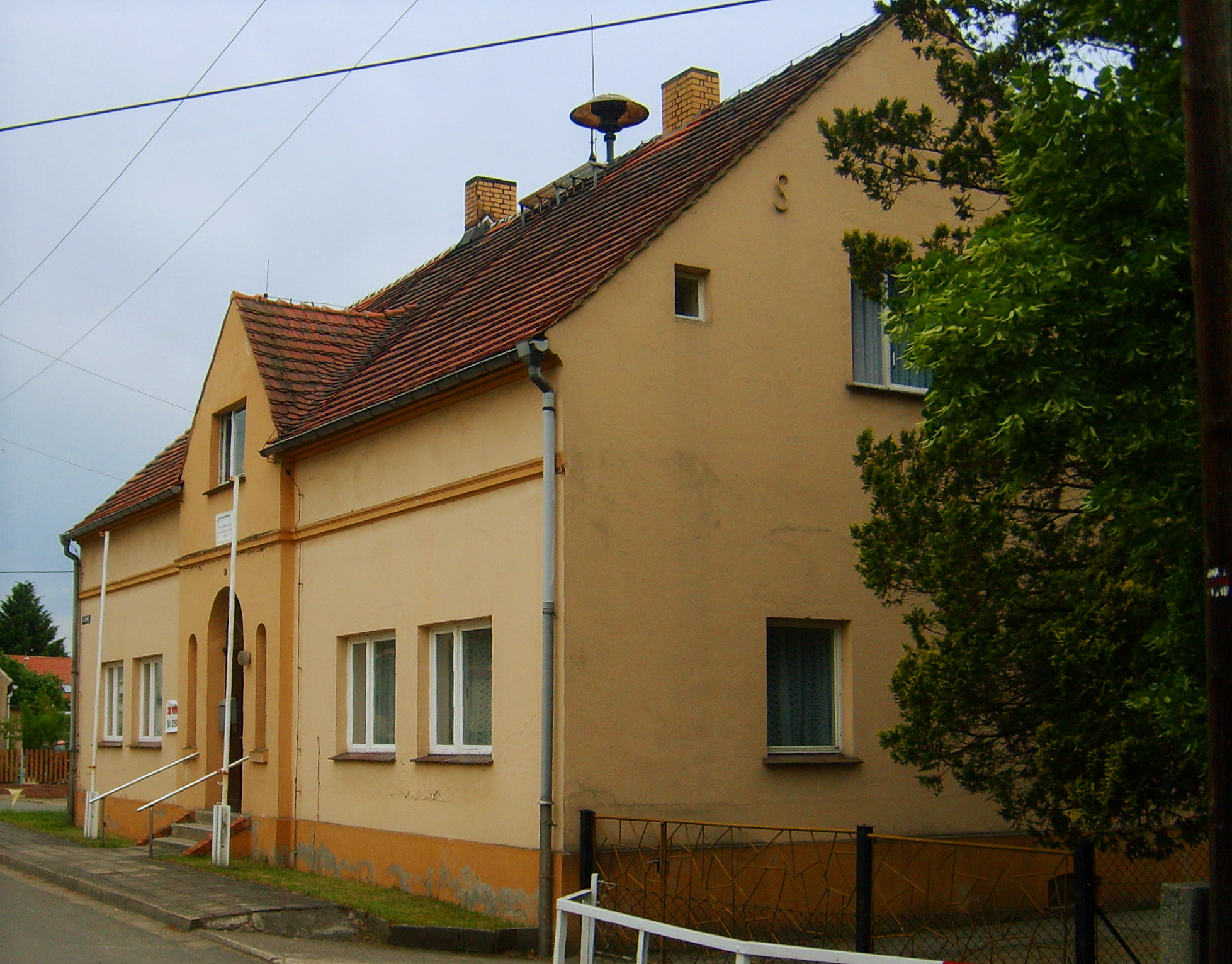
Alte Schule

### Deutung des Ortsnamens
Dobra verdankt seinen Namen dem sorbischen dobra voda, was „gutes Wasser“ heißt und möglicherweise vom ursprünglichen Bachnamen abgeleitet wurde.

### Ortsgeschichte
Die Spuren menschlicher Besiedlung reichen bis weit in die Urzeit zurück. Ein etwa 3000 Jahre altes Gräberfeld mit Hügelgräbern weist auf eine bronzezeitliche Besiedlung hin. Die erste urkundliche Erwähnung des Ortes stammt aus dem Jahr 1422.
Vermutlich 1483 wurde die Dobraer Kirche erbaut und bereits 1505 werden die Mühlen des Dorfes erwähnt, die von einer Quelle getrieben wurden, welche noch heute Wasserspender für die Maasdorfer Teiche ist. Man vermutet in ihr dasselbe Wasser, das bei der Försterei Kraupa in den Wiesen versinkt und auf Dobraer Flur wieder zutage tritt.
1529 wurde anlässlich der ersten Kirchenvisitation der Ort kirchlich von Wahrenbrück getrennt und mit der Parochie Liebenwerda verbunden. Von der damaligen Bedeutung des Ortes zeugt auch der eigene Dingstuhl des Amtes Liebenwerda, welcher 1550 erwähnt wurde und dem neben Dobra, auch Liebenwerda (außer dem Burgbezirk), Maasdorf, Zobersdorf und Zeischa angehörten.
Im Jahre 1659 verzeichnete man in Dobra infolge des Dreißigjährigen Krieges nur noch fünf von einstmals 20 Familien. Am 1. Januar 1711 brannte die Dobraer Untermühle ab.
Mit dem Bau der ersten Häuser 1800 auf dem nahegelegenen Sandberg bildete sich der Ort Neudobra, welcher heute auch Weinberge genannt wird. Während der Befreiungskriege wurde im Frühjahr 1813 das Gebiet zwischen Heidchensberg und Zeischa von preußischen Truppen bedrängt und das Tauentziensche Korps lagerte teilweise in Dobra.
1897 wurde die alte Schule des Dorfes abgerissen und eine neue erbaut. 1904 zählte der Ort 400 Einwohner, während 1934 Dobra und Neudobra bereits 1040 Einwohner haben. 1936 wurde der Dobraer Ortsteil Neudobra nach Bad Liebenwerda umgegliedert.
Am 6. Dezember 1993 wurde Dobra in die Stadt Bad Liebenwerda eingemeindet.

### Weitere historische Daten
- Im Ersten Weltkrieg fallen 31 Einwohner aus Dobra und im zweiten fallen 35 Menschen
- 1959: Gründung der LPG
- 1970: Schließung der Dobraer Schule
- 1973: Entstehung der Bungalowsiedlung am Mühlenweg
- 1989–1990: Bau des Feuerwehrhauses
- 1993: In Dobra entsteht eine Wohnsiedlung der Kurklinik Bad Liebenwerda.

### Bevölkerungsentwicklung
| 1875 | 300  |  | 1946 | 581 |  | 1989 | 415 |
| 1890 | 350  |  | 1950 | 515 |  | 1990 | 413 |
| 1910 | 600  |  | 1964 | 458 |  | 1991 | 399 |
| 1925 | 891  |  | 1971 | 436 |  | 1992 | 384 |
| 1933 | 1040 |  | 1981 | 439 |  | 2005 | 399 |
| 1939 | 359  |  | 1985 | 457 |  | 2012 | 353 |

## Kultur und Sehenswürdigkeiten

### Bauwerke
Sehenswert sind die kleine spätgotische Dorfkirche mit einem Schnitzaltar aus der Zeit um 1520, der Kirchplatz und das ehemalige Jagdhaus von Friedrich August II., der späteren Försterei aus dem 18. Jahrhundert. Die Anlagen der Mühlen sind heute noch teilweise erhalten. Entlang der alten Dorfstraße prägen alte Gehöfte, darunter einige Fachwerkgebäude, den Dorfanger. Unweit der Kirche ist des Weiteren das inzwischen sanierte Taubenhaus der einstigen Dobraer Obermühle zu finden. Das kleine aus dem 18. Jahrhundert stammende Bauwerk steht heute unter Denkmalschutz.

### Regelmäßige Veranstaltungen
Jährliche Indianerfeste und das Dobraer Reit- und Springturnier sind über die Region hinaus bekannt.